# Ángel Alcalde
Ángel Alcalde Linares (né le 2 mai 1943 à  Portugalete, est un homme politique basque espagnol d'idéologie indépendantiste basque, ancien député et fugitif de la justice pendant plus d'une décennie pour sa relation avec l'ETA.

## Biographie
Ángel Alcalde Linares travaillait comme employé de pharmacie, était marié et avait 2 fils. En 1983 et 1987 il a fait partie des listes électorales de Herri Batasuna à la mairie de Portugalete, sans avoir été élu conseiller municipal. L'activité politique en tant que maire a été de faible profil jusqu'à 1989.
Le 2 août 1988 il a été arrêté par la police espagnole sous l'accusation de collaboration avec ETA. La police avait saisie l'année précédente des rapports manuscrits sur de possibles objectifs terroriste en possession du dirigeant etarra Santi Potros, qui étaient signés par un certain Korta et après son étude la police est arrivée à la conclusion que Korta était un pseudonyme utilisé pour "Alcalde". Le procureur a demandé 8 ans de prison pour Alcalde et on a arrêté la date du jugement pour février 1990. Alors qu'il était en préventive dans l'attente du jugement dans la prison de Herrera de La Mancha, Alcalde a été intégré par Herri Batasuna dans sa liste électorale pour la province de Biscaye pour les Élections Générales du 29 octobre 1989. L'inclusion de prisonniers en rapport avec ETA dans les listes électorales était généralement une pratique habituelle de HB.
HB a obtenu deux députés pour la Biscaye dans ces élections. Le meurtre le 20 novembre 1989 de Josu Muguruza, un des deux candidats élus de HB pour la Biscaye, a fait de Alcalde, le suivant dans la liste électorale, exerce la fonction de député laissée libre désormais par son compagnon de parti.
La condition de jouissance d'un fuero (privilège royal concédé à une ville ou une province au Moyen Âge) qu'a obtenue Alcalde de sa nouvelle condition de député, a fait qu'il devait être libéré de prison. Le 4 décembre 1989 il a obtenu ses droits comme député dans la session d'investiture du président Felipe González. Alcalde a été le protagoniste d'un incident dans cette session. Lui tout comme ses compagnons de Herri Batasuna ont juré la Constitution sous la formule por imperativo legal. Cette formule n'a pas été acceptée par le président du Congrès Félix Pons qui a suspendu la séance. À ce moment-là Alcalde a fait face au président González et l'a insulté publiquement dans le Congrès et devant les caméras de télévision. Quelques jours plus tard le Congrès des Députés a voté pour la possibilité de jugement de Alcalde pour sa supposée infraction dans le Tribunal Suprême organisme qui juge les privilégiés. Le Tribunal Suprême a ordonné l'incarcération de Alcalde, mais celui-ci s'était déjà enfui de son domicile. Depuis le 12 décembre 1989 Alcalde a été considéré en paradero desconocido (domicile inconnu).
Pendant plus de dix ans Alcalde a mené une vie de clandestin. Le fait qu'il soit membre du Congrès des Députés au moment de sa disparition lui a donné un cachet spécial au sein du groupe de fugitifs et exilés liés à ETA et à la gauche abertzale, en le transformant en symbole. Alcalde a réapparu parfois ponctuellement en public. Quelques jours après sa fuite il a donné une conférence de presse à Bruxelles. En février 1990 il est apparu de nouveau à Paris devant la presse pour demander publiquement à ETA et au gouvernement espagnol de déclarer une trêve bilatérale. En 1991 il est apparu par surprise dans un acte électoral de Herri Batasuna à Saint-Sébastien et a disparu de nouveau. En 1995 il a été condamné pour rébellion par un tribunal français à 3 années de prison dans un macroprocessus contre les réseaux de soutien à ETA dans la région de la Bretagne. En 1999 il a été accusé pour le délit de collaboration avec une bande armée pour laquelle il était recherché en Espagne depuis sa fuite en 1989 et le Tribunal Suprême assoit le jugement.
Bien que n'ayant pas de procès en attente en Espagne, à la demande du gouvernement espagnol, Alcalde a été inclus en 2001 par l'Union Européenne dans la liste des individus et organisations terroristes, et l'année suivante le Département du Trésor des États-Unis a fait la même chose.
En janvier 2003 il a réapparu par surprise à Saint-Sébastien dans une action publique pour l'indépendance comme porte-parole du colectivo vasco de huidos de la justicia (Collectif basque de fugitifs de la justice) et en indiquant que lui, ainsi que d'autres fugitifs de la justice espagnole, allaient retourner dans leurs localités réciproques dans un geste de défi aux autorités espagnoles. Ce même mois Alcade a reçu un hommage populaire dans son peuple indigène. N'ayant pas eu de procès pénal en attente en Espagne, il n'a pas été emprisonné et il a pu abandonner son statut de clandestinité.
En septembre 2003 il a pris part dans une action d'hommage à l'etarra mort Arkaitz Otazua, qui sera la cause dont on lui imputera une infraction d'exaltation du terrorisme, pour lequel il sera jugé en 2005.
En 2004 il a publiquement soutenu la candidature de Herritarren Zerrenda aux élections européennes.
En février 2005 son actuelle compagne María Annonciation Alonso a été arrêtée dans une opération contre le réseau de captage d'ETA. Le 12 février Alcalde se trouvait dans les alentours de l'Audiencia Nacional à Madrid pour s'intéresser au sort de sa compagne, quand il est arrêté à son tour.
Le juge Baltasar Garzón a ordonné sa détention inconditionnelle accusé d'avoir réfugié et aidé dans sa fuite vers la France à un membre d'ETA.
En juillet 2005 il a été condamné à an et demi d'incarcération pour une infraction d'exaltation du terrorisme.
Le 16 février 2006 il est mis en liberté provisoire après avoir payé une caution 6 000 euros ; il est en attente d'un jugement.

### Sources
- (es) Cet article est partiellement ou en totalité issu de l’article de Wikipédia en espagnol intitulé « Ángel Alcalde » (voir la liste des auteurs).